# Becoming Elizabeth
Becoming Elizabeth est une série télévisée historique créée par Anya Reiss en 2022. La série est arrêtée au bout d'une saison.

## Synopsis
Les jeunes années de la fille d'Anne Boleyn et d'Henri VIII , la futur reine Élisabeth Ire. Elle sera dès son adolescence mêlée à la politique de la cour anglaise qui la mènera vers le pouvoir alors que c'est son jeune demi-frère, Édouard VI qui règne, tandis que Marie Stuart attend son heure.

## Distribution
- Alicia von Rittberg : Elizabeth Tudor
- Romola Garai : Mary Tudor
- Jessica Raine : Catherine Parr
- Tom Cullen : Thomas Seymour
- Bella Ramsey : Lady Jane Gray
- Jamie Parker : John Dudley, 1er duc de Northumberland
- Oliver Zetterström : roi Édouard VI
- John Heffernan : Edward Seymour, 1er duc de Somerset
- Jamie Blackley : Lord Robert Dudley
- Jacob Avery : Lord Guilford Dudley
- Alexandra Gilbreath : Kat Ashley
- Leo Bill : Henry Gray
- Ekow Quartey : Pedro
- Alex Macqueen : Stephen Gardiner
- Olivier Huband : ambassadeur Guzman
- Robert Whitelock : Robert Kett
- Ruby Ashbourne Serkis : Amy Robsart

## Episode
1. Aiguise ta lame
2. Vous ne pouvez empêcher les oiseaux de voler au-dessus de votre tête
3. Faites silence et/ou apprenez
4. Revêtons les armes de la lumière
5. La nécessité me contraint à vous tourmenter
6. Il faut souffrir ce qu'on ne saurait empêcher
7. Rire, mentir, flatter, faire face
8. Devant la mort nous fléchirons